# 1. asociační liga 1930-1931
La 1. asociační liga 1930-1931 vide la vittoria finale dello Slavia Praga.
Capocannoniere del torneo fu Josef Silný dello Sparta con 18 reti.

## Classifica finale
|   | Classifica        | G  | V  | N | P  | GF | GS | Pti |
| - | ----------------- | -- | -- | - | -- | -- | -- | --- |
| 1 | Slavia Praga      | 14 | 12 | 0 | 2  | 48 | 14 | 24  |
| 2 | Sparta            | 14 | 10 | 1 | 3  | 59 | 22 | 21  |
| 3 | Bohemians         | 14 | 7  | 4 | 3  | 46 | 26 | 18  |
| 4 | Viktoria Žižkov   | 14 | 7  | 0 | 7  | 34 | 20 | 14  |
| 5 | Kladno            | 14 | 4  | 5 | 5  | 28 | 34 | 13  |
| 6 | Náchod-Deštné     | 14 | 5  | 3 | 6  | 24 | 41 | 13  |
| 7 | Teplitzer         | 14 | 3  | 2 | 9  | 36 | 53 | 8   |
| 8 | Meteor Praga VIII | 14 | 0  | 1 | 13 | 14 | 79 | 1   |

## Verdetti
- Slavia Praga Campione di Cecoslovacchia 1930-1931.
- Slavia Praga e Sparta ammesse alla Coppa dell'Europa Centrale 1931.
- Meteor Praga VIII Retrocesso.

## Statistiche

### Classifica Marcatori
| Gol |  |  | Giocatore         | Squadra         |
| --- |  |  | ----------------- | --------------- |
| 18  |  |  | Josef Silný       | Sparta          |
| 16  |  |  | Karel Bejbl       | Bohemians       |
| 14  |  |  | Raymond Braine    | Sparta          |
| 13  |  |  | Otto Haftl        | Teplitzer       |
| 13  |  |  | Jaromír Skála     | Bohemians       |
| 13  |  |  | František Svoboda | Slavia Praga    |
| 9   |  |  | Josef Košťálek    | Sparta          |
| 9   |  |  | Jan Wimmer        | Bohemians       |
| 9   |  |  | Vojtěch Bradáč    | Viktoria Žižkov |